# Урхов переулок
У́рхов переу́лок — переулок в Кировском районе Санкт-Петербурга. Проходит от улицы Швецова до улицы Маршала Говорова.

## История
Название Урхов переулок известно с 1910 года, дано по имени финского домовладельца Урхо.

## Достопримечательности
- Администрация Кировского района (дом 1)

- Отделение связи № 95
- МФЦ Кировского района

- ФГУП СПБ ОКБ «Электроавтоматика»
- Суд Кировского района (дом 24)
- Кировская АТС[3] (Урхов пер., д. 3)
- Магазин «Лента»[4] (Урхов пер., д. 7)
- Жилой дом. Урхов пер., д. 2, построен в 1956 г. Сталинский неоклассицизм[5].

## Фотогалерея
- Урхов переулок. Вид со стороны ул. Маршала Говорова
- Памятный знак: «65 лет. Памяти сотрудников ОКБ „Электроавтоматика“ воинов и тружеников тыла в годы Великой Отечественной войны 9 мая 2010 года»